# Дагдизель
АО «Завод «Дагди́зель» (ранее «Завод № 182», «Дагди́зель») — российский машиностроительный завод в г. Каспийск (Дагестан). Основан в 1932 году, одно из старейших и крупнейших промышленных предприятий в Дагестане.
В советское время был одним из ведущих дизелестроительных и торпедостроительных заводов СССР.
С 2008 года входит в состав АО Концерн «Морское подводное оружие — Гидроприбор».
Основные направления деятельности в настоящее время:
- разработка и производство морского подводного оружия для ВМФ;
- производство промышленных и судовых дизельных двигателей;
- производство дизелей-электростанций сухопутного и морского назначения;
- изготовление арматуры, систем вентиляции и кондиционирования воздуха кораблей, судов и плавсредств, а также различных машин сельскохозяйственного, строительного и пищевого назначения;
- производство радиально-поршневых насосов высокого давления;
- механообработка, литьё, кузнечное и инструментальное производство.

Символ завода — две симметричные синие буквы «Д» на фоне якоря.
Из-за вторжения России на Украину, завод находится под международными санкциями Евросоюза, США и других стран.

## История
Решение о строительстве на территории Дагестана предприятия по производству морского оружия было принято по предложению наркома тяжёлой промышленности Серго Орджоникидзе на заседании Политбюро ЦК ВКП(б) летом 1931 года (первоначально завод № 182). В 18 км от Махачкалы, среди болот, солончаков и дюн в полосе между горами и морем был разбит палаточный лагерь, началась постройка завода и посёлка Двигательстрой. Начальником стройки был Николай Алексеевич Фетисов, главным инженером — Александр Соломонович Дезорцев, заместителем начальника стройки — Загиди Гусейнович Феодаев, куратором стройки был Орджоникидзе.
Один из цехов завода («цех № 8») в 1934—1938 годах был построен прямо в море, на каменном основании, положенном на морском дне (с 1966 года этот массив перестал использоваться заводом, хотя сохраняется до сих пор).
В 1936 году завод изготовил опытную партию изделий, в 1939 году вышел на проектную мощность. Он стал одним из немногих торпедостроительных предприятий СССР; в 1939 году завод выпустил 134 торпеды, в 1940 году — 628, а в 1941 году — 3 246. К началу войны производственные площади завода составляли почти 113 тыс. м², здесь трудилось 6 тысяч чел.
В начале Великой Отечественной войны завод освоил производство новых для себя видов вооружения и боеприпасов для нужд фронта: авиационных и глубинных бомб, зенитных снарядов и мин, ротных и батальонных миномётов, ППШ и противотанковых ежей. Осенью 1941 года посёлок Двигательстрой принял, разместил и обеспечил работой эвакуированных из прифронтовой полосы тружеников родственных предприятий Токмака, Киева и Таганрога, причём токмакский завод имени Кирова полностью влился в завод № 182. Однако через год, в середине лета 1942 года, Махачкала оказалась в прифронтовой полосе и завод вновь был вынужден эвакуироваться, на этот раз в Алма-Ату (частично также в Петропавловск), где был основан Алма-Атинский машиностроительный завод имени С. М. Кирова. 29 января 1943 года было принято распоряжение ГКО СССР по восстановлению завода № 182. Хотя строительство завода пришлось начинать с нуля, к 1943 году производство было запущено и завод приступил к выпуску торпед 53-38У и 53-39. В 1944 году завод возвратился в Двигательстрой; его основной продукцией стали авиационные торпеды 45-36АН. Во время войны около 800 работников завода были отмечены боевыми и трудовыми наградами, 200 человек удостоились медалей «За оборону Кавказа», в 1945 году заводу было вручено Красное знамя Государственного Комитета Обороны СССР.
В 1948 году завод № 182 освоил новый вид производства — дизелестроение. С этим связано и новое название завода с 1966 года — «Дагдизель». Однако одним из основных направлений работы с 1957 по 1964 годы оставалось производство военной ракетной техники (самолёт-снаряд класса «вода—вода»).
В 1966 году на морской базе завода проводились испытания экраноплана КМ.

## Современное состояние
До начала 1990-х годов на заводе работало около 11 тыс. чел., в основном выполнявшие оборонные заказы. В 1992 году объём госзаказа опустился почти до нуля, завод попал в полосу конверсии и наладил серийный выпуск машин сельскохозяйственного, строительного и пищевого назначения. Впоследствии завод совмещал оборонные заказы и выпуск гражданской техники. В 1995 году завод стал акционерным обществом.
В августе 2000 года погибли двое работников завода, находившихся на подводной лодке «Курск», — А. Ю. Борисов и М. И. Гаджиев (тело второго из них не было обнаружено следствием).
В 2008 году ОАО «Дагдизель» вошёл в состав государственного холдинга "Концерн «Морское подводное оружие — Гидроприбор», созданного в 2006 году на базе Санкт-Петербургского ФГУП "ЦНИИ «Гидроприбор», ведущего предприятия в области создания морского подводного оружия.
В настоящее время на завод приходится четверть всего объёма производства промышленной продукции и четверть налоговых сборов по промышленности в Дагестане.. При этом на конец 2008 года завод имел загрузку примерно на 60 % своих оборонных мощностей, загрузка гражданской продукцией составляла 20 % (остальные мощности законсервированы).
Завод регулярно принимает участие в работе Международного военно-морского салона.
На 2013 год число сотрудников предприятия составляло 2,4 тыс. человек.
В марте 2013 года следственное управление СКР по Дагестану возбудило уголовное дело по обвинению завода в покушении на мошенничество в особо крупном размере в рамках исполнения госконтракта на производство торпед
Летом 2018 года стало известно о контракте завода «Дагдизель» с Министерством обороны, в рамках которого должно произвести 73 торпеды УЭТ-1 на сумму в 7,2 млрд руб.
В апреле 2025 года СМИ сообщили об обрушении крыши восьмого цеха завода. Испытательная станция морского оружия строилась с 1934 года и была сдана в 1939 году. Цех использовался для проведения испытаний морского оружия, включая парогазовые торпеды. После закрытия станция стала местной достопримечательностью и получила прозвище «Дагестанский форт Боярд». К обрушению цеха привели сильные дожди, обрушившиеся на Дагестан. Власти уточнили, что из-за ливней и отсутствия ремонта ночью обрушилась смотровая башня.

## Производимая продукция
(На конец 2000-х гг.)<
- Дизели и дизельные агрегаты
  - Судовые дизели
  - Промышленные дизели
  - Газовый двигатель-генератор АПГ-16
- Судовая арматура
  - Захлопки вентиляционные непроницаемые
  - Клапаны вентиляционные перепускные
  - Клапаны угловые вентиляционные непроницаемые
- Строительная техника
  - Блокоформовочные и шлакоблочные машины
  - Камнеобрабатывающие станки
  - Камнерезные машины
- Сельскохозяйственная техника
  - Культиватор фрезерный
  - Машина взбивальная универсальная
  - Сенокосилка роторная
  - Плуг роторный
  - Рисошелушильная машина
  - Агрегат сварочный навесной АСН-315
- Насосы и гидрораспределители
- Замки и опоры колёсные
- Торпеды

## Руководители
- Левченко, Марат Петрович (1960—1970-е годах начальник завода, экономист, предшественник Сурена Шаумцияна)
- Шаумциян, Сурен Бабкенович
- Покорский, Николай Степанович (генеральный директор с 1996 года)
- Ильясов, Рауль Запирович (генеральный директор)
- Дудчак Владимир Власьевич (генеральный директор)

## Выдающиеся работники
- Аливердиев, Агаверди Абутрабович (1918—1985) — главный инженер завода, лауреат Государственной премии СССР за работу в области специального аппаратостроения (1978), почётный гражданин Каспийска, кавалер орденов Октябрьской Революции, Знак почёта, медалей.[18]
- Алиев, Играмотдин Серажутдинович (род. 1947) — советский и украинский учёный.
- Алиев, Шамиль Гимбатович (род. 1943) — главный инженер по научно-исследовательской работе, главный конструктор САПР, один из ведущих российских разработчиков ракетного оружия и космических технологий.
- Решульский, Сергей Николаевич (род. 1951) — в 1970—1980 годах: инженер, заместитель начальника, начальник цеха завода, впоследствии партийный и политический деятель (КПСС, КПРФ).
- Мясоедов, Евгений Иванович — токарь, Герой Социалистического Труда (1971).[19].

## Награды
За высокие показатели, достигнутые при выполнении производственных заданий и организацию производства спецтехники, завод награждён:
- орденом Ленина — в 1971 году
- орденом Октябрьской Революции — в 1983 году

## Прочее
Адрес: 368300, Россия, Республика Дагестан, г. Каспийск, ул. Ленина, д.1
В 1949 году при заводе был создан футбольный клуб (с 1995 года — ФК «Дагдизель»; расформирован в 2014 году).